# Vicus Collis Viminalis
Il Vicus Collis Viminalis ("vico del colle Viminale" in latino) era una strada della Roma antica inclusa nella VI regione della suddivisione augustea di Roma.

## Descrizione
Il Vicus Collis Viminalis correva sulla cresta del Viminale, partendo dalla località denominata ad Gallinas Albas e terminando alla Porta Viminale delle Mura Serviane, subito dopo essersi unito al Vicus Patricius, l'altra importante arteria stradale del Viminale.
Oltre la Porta Viminale, la via proseguiva poi fino alle Mura Aureliane, da cui usciva attraverso una postierla in seguito murata, la Porta Chiusa.
La strada è nota solamente da due iscrizioni. Tracce della sua pavimentazione sono state rinvenute in un percorso rettilineo che va da via Napoli alla Porta Chiusa.